# 書証
書証（しょしょう）は、次の二つの用法がある。本項目では前者について解説する。
1. 日本の民事訴訟手続において、争いのある事実を立証するための証拠調べの一類型であって、裁判所が文書を閲読して、そこに記載された意味内容を収得することをいう。また、実務上、文書そのものも書証という（民訴規則55条2項等参照）。なお、図面、写真、録音テープ、ビデオテープのように文書でないものも準文書として書証の手続の対象となる（民事訴訟法231条）。
2. 日本の刑事訴訟手続において、文書の存在または記載内容を証拠資料とする証拠方法の一類型であって、供述調書や捜査報告書などが書証の手続の対象となる。書面に記載された内容が証拠となるものを証拠書類と呼び、書面の存在そのものが証拠とされる証拠物たる書面と区別される。両者は証拠調べの方式が異なり、前者が朗読のみで足りるのに対して、後者は朗読のほかに展示を必要とする。

## 文書の種類
書証となる文書には、次のような種類がある。

### 作成方法による区別

#### 原本
一定の事項を内容とする文書のオリジナルを原本（げんぽん）という。

#### 謄本
原本の内容全部を写した文書を謄本（とうほん）という。
認証ある謄本
法令上の権限のある者が認証した謄本を認証ある謄本という。慣習上、単に謄本という時は認証ある謄本のことを指す。
正本
公証権限のある者が特に正本として認証した謄本を正本（せいほん）という。法律上、原本と同じ効力を持つ。
副本
正本の控えとして作成したものを副本（ふくほん）いう。
写し
法令上の権限のある者によって認証されていない謄本を写しという。 認証ある謄本に対して認証のない謄本と呼ぶこともある。

#### 抄本
原本の一部を抜粋して写した文書であって、法令上の権限のある者がその旨を認証したものを抄本（しょうほん）という。

### 記録内容による区別

#### 処分証書
契約書、約束手形、遺言書など、法律上の行為が、その書面によってなされたものを処分証書という。

#### 報告証書
処分証書以外の、様々な内容を記録・記載した文書を報告証書という。帳簿、領収書、診断書、日記、陳述書など多様なものが含まれる。

### 作成者による違い

#### 公文書
公文書とは、公務員がその権限に基づいて職務上作成した文書をいう。

#### 私文書
公文書以外の文書を私文書という。

## 文書の証拠力（証拠価値）

### 形式的証拠力
書証を事実認定に用いるためには、その記載内容が当該事実の証明に役立つこと（実質的証拠力）が必要であるが、その前提として、文書が真正に成立したものであること（形式的証拠力）が必要である（民事訴訟法228条1項）。文書が真正に成立したとは、文書が、ある特定人の意思に基づいて作成されたこと（偽造でないこと）をいう。
公文書については、真正に成立したものと推定される（民事訴訟法228条2項）。
一方、私文書については、本人が署名又は押印しているときは、真正に成立したものと推定される（同条4項）。さらに、判例上、印影が本人の印章（印鑑）によって押されたものである場合は、本人の意思に基づいて押印されたものと推定される（最判昭和39年5月12日民集18巻4号597頁）。したがって、本人の印章と文書の印影が一致すれば、本人の意思に基づいて押印されたものと推定され、さらにその結果文書全体が本人の意思に基づいて作成されたものと推定されることになる。これを二段の推定（にだんのすいてい）という。
そのため、人に預けていた印章を無断で契約書に押されたり、保管していた印章を他人に無断で持ち出されて契約書に押されてしまった場合に、自分がその契約書を作成するつもりがなかったと主張するためには、この二段の推定を覆さなければならないため、その立証には大きな負担がかかることが多い。

### 実質的証拠力
真正に成立したものと認められる書証であれば、事実認定の基礎に採用することができる。
もっとも、真正に成立したからといってその内容が信用できるものであるとは限らず、その書証の内容がどの程度信用できるか、証明すべき事実とどの程度関係があるかなど（実質的証拠力）は、裁判官の自由な心証に委ねられている（自由心証主義）。

## 書証の手続
書証の申出の方法としては、自分で所持する文書であれば、その文書を提出すればよい（民事訴訟法219条前段）。
原告が提出した書証は甲号証（甲第1号証、甲第2号証、……）、被告が提出した書証は乙号証として書証番号が付けられるのが普通である。被告が複数の場合や補助参加人等が書証を提出した場合は丙号証、丁号証などの書証番号が付されることもある。
一方で、自分が所持していない文書については、文書提出命令の申立て（民事訴訟法219条後段）、文書送付嘱託の申立て（同法226条）の手続がある。
一般に、証拠調べは口頭弁論において行うことが原則であるが、書証については弁論準備手続期日でもすることができる（同法170条2項）。